# Ars nova
 For alternative betydninger, se Ars nova (flertydig). (Se også artikler, som begynder med Ars nova)
Ars nova (lat. for "Ny kunst" eller "Ny teknik") var en stilistisk musikperiode i senmiddelalderen først og fremmest i Frankrig, som omtrent omfatter tiden fra Roman de Fauvel (1310 og 1314) til Guillaume de Machaut som døde i 1377. Af og til betyder det al europæisk polyfonisk musik i 1300-tallet, og kan da også omfatte Francesco Landini som virkede i Italien. Begrebet italiensk ars nova benyttes af og til for at betegne musik af Francesco Landini (1325-1397) og hans landsmænd. Begrebet ars nova betyder "ny kunst" eller "ny teknik", og blev første gang benyttet i en udgivelse af den franske musikteoretiker Philippe de Vitry (ca. 1322).
Ars nova og ars antiqua
Udtrykket ars nova kan benyttes i sammenhæng med et andet begreb, ars antiqua, som er polyfonisk musik ved Notre Dame fra omtrent 1170 til 1320. Mange musikhistorikere henregner ars antiqua til 1200-tallet og ars nova til 1300-tallet.
Til anstød for kirken
Ars nova var kontroversiel for Den romersk-katolske kirke, og musikken blev afvist af pave Johannes XXII. Den monofoniske kirkesang, allerede harmoniseret med enkel organum, var blevet ændret, fragmenteret og skjult under verdslige sange; teksten i kærlighedssange kunne synges til hellige melodier og omvendt. Det var ikke kun polyfonisk musik som fornærmede middelalderens øren, men det at verdslig musik blandede sig med hellig musik og således sneg sig ind i liturgien.

## Stilistisk
Stilistisk adskilte ars nova-musikken sig fra de foregående perioder på flere måder. Udviklingen i musikalsk notation tillod, at noder blev skrevet med stor frihed i rytme (modalnotation), og omgik begrænsningerne i de rytmiske tonearter, som var gældende i 1200-tallet; verdslig musik havde overtaget meget af det polyfoniske raffinement som tidligere kun eksisterede i kirkemusik; og nye teknikker og former blev fremtrædende. Den isorytmiske motet blev også udviklet på denne tid. Isorytmikken blev til som et modstykke til de rytmiske strukturer, som havde rådet i musikken i det foregående århundrede.
Ars nova gjorde det muligt for komponisterne at eksperimentere med nye måder, og finde nye og djærvere harmoniske virkemidler. Karakteristisk for stilen er kadencen, en parallel kvint fra syvende trin til grundtrinnet. Den overvejende æstetiske effekt af disse ændringer var, at man kunne skabe musik med større udtrykskraft og variation end tidligere. Den bratte ændring, som skete med den heftige nye musikalske udtrykskraft, kan sammenlignes med introduktionen af perspektivet i maleriet, og det er hensigtsmæssigt at minde om at disse ændringer i musikhistorien skete samtidig med de store ændringer inden for maleri og litteratur i den tidlige renæssance.
Den største udøver af den nye musikalske stil var uden tvivl Guillaume de Machaut, som havde en lige fremragende karriere som præst og digter. Der er knapt noget sted hvor ars nova er mere perfekt fremvist end i Machauts betydelige værker bestående af motet (flerstemmighed), lai (sang med korte, parvis rimede vers), virelai, rondeaux og ballader.
Mod slutningen af 1300-tallet blev der udviklet en ny skole af komponister og digtere med Avignon i det sydlige Frankrig som centrum. Den meget manierede stil som blev udviklet på denne tid er blevet kaldt for ars subtilior, skønt en del forskere vælger at betragte det som en senere udvikling af ars nova snarere end at skille det ud i en selvstændig skole. Dette mærkelige, men ganske interessante musikudvalg med begrænset spredning hovedsagelig i det sydlige Frankrig, Aragon og senere Cypern, var formodentlig tænkt at skulle fremføres af specialister for et publikum af kunstkendere – og er som en sluttone for hele middelalderen.
Se også
- Den burgundiske skole og Den fransk-flamske skole hvis repræsentanter reagerede på den overdrevent komplekse og "manierede" stil, der kendetegnede musikstilen ars subtilior sidst i 1300-tallet.